# Associazione Sportiva Sorrento 1973-1974
Questa voce raccoglie le informazioni riguardanti il Sorrento nelle competizioni ufficiali della stagione 1973-1974.

## Stagione
Serie C 1973-1974: 6º posto

## Divise
| Casa |

## Organigramma societario
Area direttiva
- Presidente:  Achille Lauro

Area tecnica
- Allenatore:  Pietro Santin

## Rosa
| N. |                   | Ruolo | Calciatore             |
| -- | ----------------- | ----- | ---------------------- |
|    | Italia (bandiera) | P     | Roberto Corti          |
|    | Italia (bandiera) | P     | Emmerich Tarabocchia   |
|    | Italia (bandiera) | D     | Salvatore Albano       |
|    | Italia (bandiera) | D     | Beniamino Borchiellini |
|    | Italia (bandiera) | D     | Antonino Fiorile       |
|    | Italia (bandiera) | D     | Giovanni Marella       |
|    | Italia (bandiera) | D     | Michele Nappi          |
|    | Italia (bandiera) | C     | Gianfranco Comola      |
|    | Italia (bandiera) | C     | Francesco Delli Santi  |
|    | Italia (bandiera) | C     | Giovanni Famiglietti   |
|    | Italia (bandiera) | C     | Antonino Gargiulo      |

| N. |                   | Ruolo | Calciatore         |
| -- | ----------------- | ----- | ------------------ |
|    | Italia (bandiera) | C     | Roberto Leschio    |
|    | Italia (bandiera) | C     | Antonio Seano      |
|    | Italia (bandiera) | A     | Leopoldo Ciampi    |
|    | Italia (bandiera) | A     | Claudio Del Fabbro |
|    | Italia (bandiera) | A     | Fabrizio Ferretti  |
|    | Italia (bandiera) | A     | Antonio Fiorillo   |
|    | Italia (bandiera) | A     | Roberto Montorsi   |
|    | Italia (bandiera) | A     | Alessandro Paesano |
|    | Italia (bandiera) | A     | Francesco Stellato |
|    | Italia (bandiera) | A     | Leonardo Tramonti  |
|    | Italia (bandiera) | A     | Angelo Vitone      |

## Calciomercato
| Acquisti | Acquisti               | Acquisti         | Acquisti |
| R.       | Nome                   | da               | Modalità |
| -------- | ---------------------- | ---------------- | -------- |
| P        | Roberto Corti          | Trevigliese      |          |
| D        | Beniamino Borchiellini | Juventus         |          |
| D        | Giovanni Marella       | Foggia           |          |
| D        | Michele Nappi          | Palmese          |          |
| C        | Gianfranco Comola      | Trani            |          |
| C        | Francesco Delli Santi  | Monopoli         |          |
| C        | Giovanni Famiglietti   | Audace Cerignola |          |
| C        | Roberto Leschio        | Cagliari         |          |
| A        | Leopoldo Ciampi        | Pistoiese        |          |
| A        | Claudio Del Fabbro     | Massese          |          |
| A        | Fabrizio Ferretti      | Livorno          |          |
| A        | Antonio Fiorillo       | Casertana        |          |
| A        | Roberto Montorsi       | Monza            |          |
| A        | Francesco Stellato     | Succivo          |          |
| A        | Leonardo Tramonti      | Livorno          |          |